# Корсет (фильм)
«Корсет» — российский художественный короткометражный мистический триллер в жанре стимпанк. Слоган: «Не пускай свою душу в дьявольскую мастерскую».

## Сюжет
Мастер Фердинанд — одержимый гений, который с помощью своих невероятных изобретений создаёт убийственные корсеты для порочных светских дам, чтобы воплотить в жизнь свой дьявольский замысел.
В своей ассистентке Мастер взрастил свою «Тёмную Галатею»: поддавшись пороку тщеславия, юная леди становится первой жертвой Мастера и его дьявольского механического создания.

## В ролях
- Вадим Демчог — Мастер Фердинанд
- Юлия Лазерсон — Глория Хутмагер
- Юрий Уткин — Манфред Кербер
- Иван Ожогин — кронпринц
- Марина Павлова — Аннет
- Вера Свешникова — Эльвира
- Ольга Твайлайт — мадам Тальконе
- Борис Хасанов — кавалер
- Гоша Гаевский — газетчик

## Награды
- 2020 — Чартова дюжина, победитель в номинации клип «Лиловый корсет» группы «Пикник» (музыкальный спин-офф фильма «Корсет»).
- 2020 — 11th Independent International INTERNET SHORT FILMS FESTIVAL, главный приз, фильм «Корсет».
- 2017 — Международный молодёжный кинофорум (в рамках XIX Всемирный фестиваль молодёжи и студентов) — показ фильма «Корсет» и проведение мастер-класса http://filmforumsochi2017.com/events/91.
- 2017 — ВРЕМЯ КИНО, Казань, к/т МИР показ фильма, проведение МК.
- 2017 — SILWERSTEAM, Eskilstuna, Sweden.
- 2017 — Comic-Con International Independent Film Festival, San Diego, конкурсная программа, фильм «Корсет».
- 2017 — КИНОХАКАТОН 2017, питчинг проектов «Тайны Твайбурга» и показ фильма «Корсет».
- 2016 — CRAFT FILM FESTIVAL, фильм «Корсет».
- 2016 — КРАЙ СВЕТА, программа «Сахалинский след», фильм «Корсет».
- 2016 — КОРОЧЕ, программа «Делай Короче», фильм «Корсет».
- 2016 — КИНОТАВР, рынок кинопроектов, «Твайбург».
- 2016 — MISCON, Монтана, конкурсная программа, фильм «Корсет».
- 2016 — COURT METRAGE Short Film Corner Cannes, фильм «Корсет».

## Участие в фестивалях популярной культуры
- 2019 — Механические истории, показ фильма и вопрос-ответ сессия.
- 2016 — AVAExpo (стенд Твайбург и показ шоу на главной сцене).
- 2016 — Comic Con Санкт-Петербург (стенд фильма «Корсет» и показ фильма в кинозале).
- 2015 — Comic Con Санкт-Петербург (стенд фильма «Корсет» и пресс-конференция).
- 2015 — 2016 — участие в Александрийском пленэре, показ шоу, показ материалов фильма и вопрос-ответ.